# Jackson Pollock

Unterschrift von Jackson Pollock

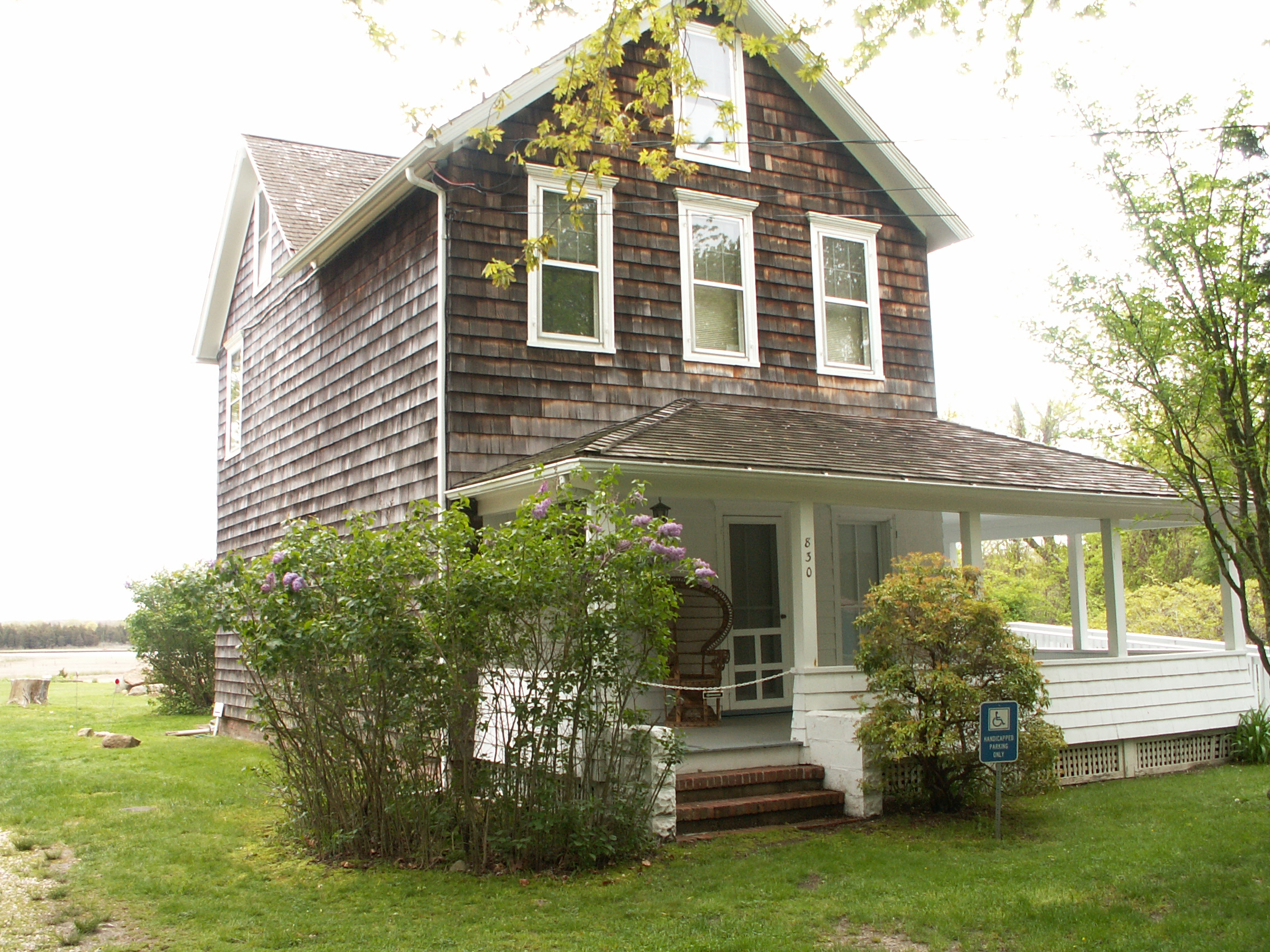
Das Pollock-Krasner House and Studio in Springs, East Hampton gehört heute zu den National Historic Landmarks der USA

Paul Jackson Pollock (* 28. Januar 1912 in Cody, Wyoming; † 11. August 1956 in East Hampton, New York) war ein US-amerikanischer Maler und ein bedeutender Vertreter des abstrakten Expressionismus der New York School.
Pollock wurde mit der von ihm begründeten Stilrichtung des Action Painting bekannt. Seine im Drip-Painting-Verfahren angefertigten großformatigen Werke brachten ihm bereits zu Lebzeiten den Spitznamen „Jack the Dripper“ ein.
Seine Zeitgenossen schätzten ihn für sein zutiefst persönliches und kompromissloses Engagement für die Malkunst. Sein Werk hatte enormen Einfluss auf viele nachfolgende Kunstströmungen in den Vereinigten Staaten. Er ist auch einer der ersten amerikanischen Maler, der zu seinen Lebzeiten und danach mit großen europäischen Künstlern der Moderne auf eine Stufe gestellt wurde.
Pollock war mit der Malerin Lee Krasner verheiratet, mit der er eine Ateliergemeinschaft hatte. Sein Bruder Charles Cecil Pollock war ebenfalls Maler.

## Leben
Jackson Pollock besuchte von 1925 bis 1927 die Manual Arts High School in Los Angeles mit Schwerpunkt Kunst und arbeitete in den Jahren 1927 bis 1929 als Landvermesser in Kalifornien. Von 1929 bis 1931 studierte er an der Art Students League in New York bei Thomas Hart Benton, einem führenden Regionalisten. Vertreter dieser in der Zeit der Großen Depression erfolgreichen antimodernistischen Richtung malten amerikanische Sujets realistisch und volksnah (American Scene Painting).
Von 1930 bis 1935 folgten Reisen und Aufenthalte in den Weststaaten und gelegentliche Besuche bei den Navahoindianern in New Mexico, bevor er 1935 nach New York umzog und von 1938 bis 1942 für das Federal Art Project der WPA arbeitete. Er heiratete Lee Krasner im Oktober 1945. Für die amerikanische Bevölkerung wurde er 1949 durch einen vierseitigen Bericht im Magazin Life zum bekanntesten jungen Maler. Man begann, ihn im beginnenden Kalten Krieg als Botschafter des wilden, ungezügelten, demokratisch-freiheitlichen Amerikas zu verkaufen.

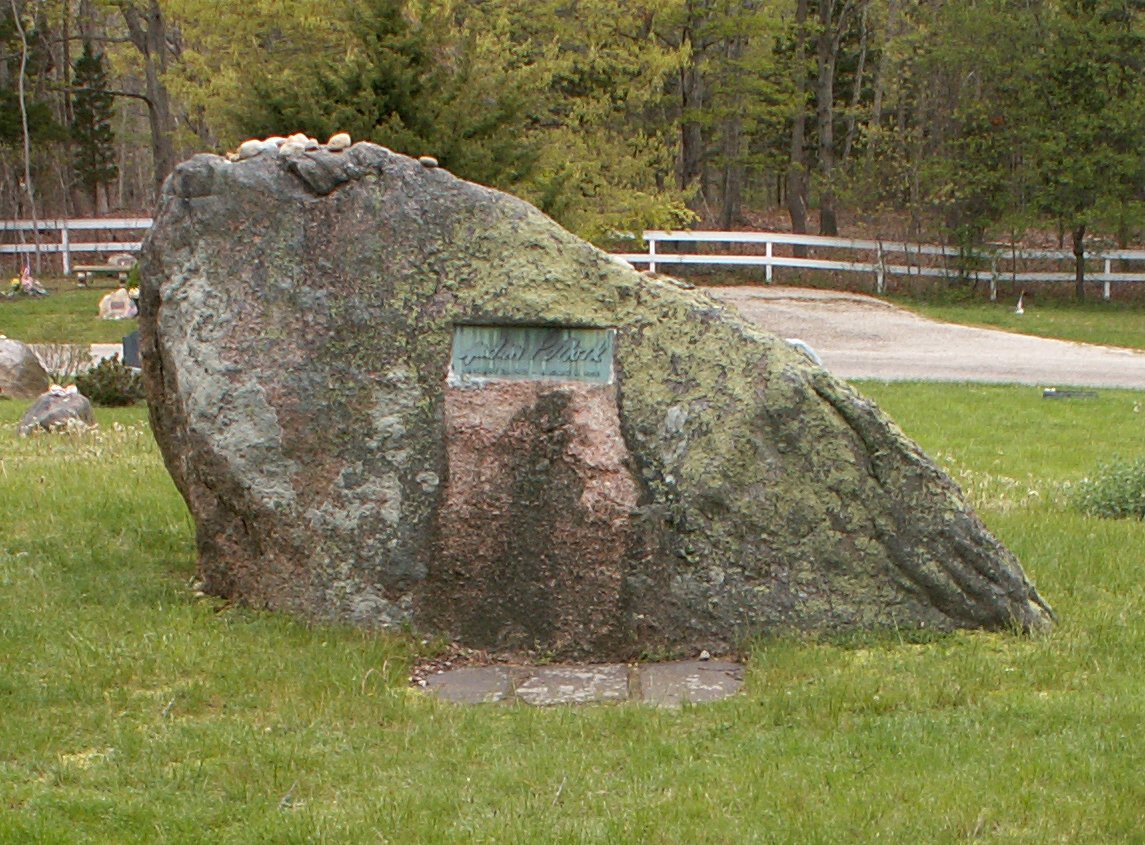
Jackson Pollocks Grab, Green River Cemetery

Pollock gehörte 1950 zu den drei Künstlern, die zur Biennale nach Venedig entsandt wurden. Wenig später kamen allerdings sein Alkoholismus und seine psychischen Probleme erneut zum Ausbruch, die eine permanente Arbeitsblockade hervorriefen. 1955 musste die Sidney Janis Gallery ihre dritte Pollock-Einzelausstellung nach 1952 und 1954 als Retrospektive konzipieren, weil es nur drei neue Bilder gab.
1956 verursachte Pollock mit seinem Cabrio unter Alkoholeinfluss einen schweren Autounfall, den er nicht überlebte. Ruth Kligman (1930–2010), seine damalige Freundin, die als Beifahrerin neben ihm saß, wurde schwer verletzt, ihre Freundin Edith Metzger, die hinten saß, wurde getötet.

## Werk
Jackson Pollock gilt als einer der bedeutenden bildenden Künstler des 20. Jahrhunderts. Er beeinflusste nicht nur die US-amerikanische, sondern auch die europäische Kunst. Pollock schuf in den wenigen Jahren zwischen 1946 und 1951 ein, wie die Quellen sich äußern, „erstaunlich geschlossenes und außerordentlich innovatives Werk“. Pollocks frühe Arbeiten waren deutlich von seinem Lehrer Benton sowie den Werken der mexikanischen Muralisten (populäre kommunistische Wandmalereien) beeinflusst. Pollocks Auseinandersetzung mit der europäischen Moderne, dem Kubismus sowie dem Surrealismus erweiterte das Spektrum der Einflüsse, ohne dass er zu einem eigenen Stil fand. Die freien Farbverläufe des katalanischen Malers Miró aus den 1920er-Jahren beeinflussten ihn.
Insbesondere das Erlebnis des Werks von Pablo Picasso bestimmte seine Malerei über eine längere Phase Ende der 1930er- und der frühen 1940er-Jahre. Pollock malte in dieser Zeit großflächige, expressive Bilder mit indigenen Motiven. Ähnlich wie der Kubismus von Braque und Picasso von den „primitiven“ bzw. ursprünglichen Formen der afrikanischen Skulptur ausgeht, bezog sich Pollock auf indianische und Eskimo-Motive. Interessierte ihn doch in seiner Auseinandersetzung mit C. G. Jung vornehmlich die Auffassung, das Unbewusste sei die Quelle der Kunst. In den mythologischen, totemistischen Zeichen der Indianer sah er die von Jung gemeinte Verbindung von Unbewusstem und künstlerischem Ausdruck. Eine Rolle für die Auseinandersetzung mit der indianischen Kunst hatte offenbar die Ausstellung „Indian Art of the United States“ im Museum of Modern Art 1941, sowie das von dem Surrealisten Wolfgang Paalen im mexikanischen Exil herausgegebene Kunstmagazin DYN, speziell dessen Artikel „Totem Art“ in DYN 4-5, 1943 gespielt. Bei den 1943 entstandenen Bildern Die Wölfin (Museum of Modern Art) und Die Hüter des Geheimnisses (San Francisco Museum of Modern Art), brachte Pollock individuelle Zeichen auf die Leinwand, die frei verstreut scheinen. Es sind konzentrierte Bilder, die die Summe seiner künstlerischen und subjektiven Erfahrungen der letzten Jahre ausdrücken. Den Wendepunkt hin zu seinem abstrakten Hauptwerk markierte das Bild Geburt (Birth) von 1941. Hier dominierte zwar das Motiv einer Inuitmaske und stand in formaler Nähe zu Picasso, doch der zum Teil dicke pastose Farbauftrag nahm schon materielle Aspekte seiner späteren Werke vorweg. Vor allem gelang Pollock in Geburt ein durchgehender Rhythmus, der kennzeichnend ist für sein Hauptwerk.
Pollock stand seit 1942 in Kontakt zu den späteren Malern der „New Yorker Schule“, u. a. Willem de Kooning und Robert Motherwell. Ein Jahr später nahm die New Yorker Galeristin Peggy Guggenheim Pollock unter Exklusivvertrag für ein monatliches Salär von 150 US-Dollar und stellte seine Werke in ihrer Galerie Art of This Century in New York aus. Diese waren zu dieser Zeit deutlich surrealistisch orientiert und folgten der Écriture automatique, einer ihrer Absicht nach vom Willen abgelösten automatischen Malerei, mit der sich die innere Welt des Künstlers spiegeln sollte. Über diese malerische Haltung gelang Pollock schließlich zu seinem ganz persönlichen Stil. Er wandte sich ab vom Figurativen, überhaupt von allen Elementen, die Bezüge zur Wirklichkeit besaßen.
Action Painting
Ab 1946 verwendete Pollock die von Janet Sobel entwickelte Dripping-Technik (er ließ Farbe auf die auf dem Boden liegende Leinwand tropfen und fließen, schüttete, sprengte und spachtelte, sodass sich Strukturen, Rhythmen und Muster aus Farbspritzern und -flüssen bildeten; er trug die Farbe vielfach nicht mehr mit einem Pinsel auf, sondern ließ sie aus einem Loch im Boden einer Farbdose fließen). Mit diesen Gemälden schrieb sich Jackson Pollock in die Kunstgeschichte ein und wurde zu einem der bedeutendsten amerikanischen Künstler der Moderne. Seine Bilder leben vom Kontrast und wollen damit den widersprüchlichen Gegensatz von Körper und Seele ausdrücken. Wie bei allen Künstlern des Action Painting steht der Fertigungsprozess des Kunstwerkes im Vordergrund.
Die Arbeiten sind vollkommen frei und es ist auch der Malakt, der diesen Stil des abstrakten Expressionismus so bekannt gemacht hat. Mit dieser Technik des Action Painting schuf Pollock komplexe, ineinander verwobene Farbstrukturen, wie in Kathedrale (1947, Dallas Museum of Art).
In dem Dokumentarfilm Max Ernst: Mein Vagabundieren – Meine Unruhe gab Max Ernst zu Protokoll, dass er es war, der Pollock auf die Idee der „dripping paints“ gebracht hat.
Ab 1950 wandelte sich Pollocks Stil erneut: Er schuf große Kompositionen in Schwarzweiß, überzog weiße Leinwände kreuz und quer mit braunen und schwarzen Farblinien. Zu den Werken dieser letzten Schaffensperiode gehört Die Tiefe (Museum Springs, Long Island). In diesem Jahr fotografierte der aus Deutschland emigrierte Fotograf Hans Namuth den Künstler bei der Arbeit in seinem Atelier und schuf im Lauf der Zusammenarbeit einen Film. Die im folgenden Jahr in einer amerikanischen Kunstzeitschrift veröffentlichte Fotoserie wurde legendär und war daran beteiligt, den Mythos Pollock zu begründen. Nach 1951 entstanden kaum noch Werke und ab 1953 kehrte Pollock wieder zu Pinselarbeiten und der figurativen Malerei zurück. Gegen Ende des Jahres 1954 gab Pollock das Malen auf.
In den 1960er-Jahren wurde der späte Miró, der einen starken Einfluss auf Pollock ausgeübt hatte, wiederum durch ihn beeinflusst.
Pollock gilt als einer der bedeutendsten amerikanischen abstrakten Expressionisten. Werke von ihm finden sich in den großen Museen der USA und Europas. Ihm gelang mit seinen drip-paintings ein eigenständiges Werk ohne Vorbild. Sein Erfolg trug dazu bei, dass die nordamerikanische Moderne ihre Nabelschnur zu Europa kappen konnte. Arbeiten von Pollock wurden in Kassel auf der documenta II (1959) in einem ihm exklusiv gewidmeten Raum und auf der documenta III (1964) gezeigt.
1964 erwarb Werner Schmalenbach das auf der documenta III ausgestellte exemplarische Gemälde Number 32 von 1950, eines seiner monumentalen Hauptwerke (2,69 × 4,575 m), für die Kunstsammlung Nordrhein-Westfalen in Düsseldorf zum Preis von 650.000 DM, ein Preis, der in damaliger Zeit Aufsehen und Kritik hervorrief.
Im Mai 2005 wurden in einem New Yorker Lagerhaus 32 bisher unbekannte Gemälde von Jackson Pollock entdeckt. Der Fund gilt als Sensation der zeitgenössischen Kunstgeschichte. Aufgefunden hatte die Bilder der Filmautor Alex Matter, nachdem er vier Jahre zuvor im Nachlass seines Vaters Herbert Matter darauf gestoßen war. Der Fotograf und Grafikdesigner Herbert Matter war mit Pollock und Lee Krasner langjährig befreundet gewesen, und auch Alex Matter hatte Pollock von Kindheitstagen an gekannt.

„Die Fundstücke waren in braunem Packpapier eingeschlagen und fanden sich neben persönlichen Unterlagen, Fotografien und Werken von Philip Guston und Willem de Kooning in einem New Yorker Lagerhaus, berichtete Matter in New York. 22 der typischen Pollockschen Drip-Paintings sowie zehn Emailbilder und Studien schlummerten dort, seit sein Vater die Werke 1958 im Lagerhaus einer Spedition in East Hampton, Long Island eingelagert habe.“

Sein Gemälde No. 5, 1948 war einst das teuerste Bild der Welt. Nach einem Bericht der New York Times am 2. November 2006 wurde das Bild von seinem damaligen Eigentümer David Geffen in einer privaten Transaktion für 140 Millionen Dollar an einen Mexikaner verkauft. Als Käufer wird der Unternehmer David Martinez vermutet.

## Ausstellungen
Vom 25. November 2015 bis zum 10. April 2016 stellte die Deutsche Bank KunstHalle Pollocks Werk Mural unter dem Ausstellungs-Titel Energy Made Visible in Berlin aus.
2017 war in der Stadt Mülheim an der Ruhr das Pollock-Jahr. Unter dem Titel „Jackson Pollock Visiting"“ fanden in der Galerie an der Ruhr ganzjährig Ausstellungen, Performances und Workshops als Hommage an den Künstler statt.

## Werke (Auswahl)
- 1941: Birth, Tate Gallery of Modern Art, London
- 1943: Blau (Moby Dick), Ohara Museum of Art, Kurashiki, Japan[13]
- 1944: Mural (605 × 247 cm, Auftragsarbeit für Peggy Guggenheim)
- 1946: Eyes in the Heat, Peggy Guggenheim Collection, Venedig
- 1946: Shimmering Substance, Museum of Modern Art, New York
- 1947: Sternschnuppe
- 1947: Zauberwald, The Guggenheim Collection
- 1948: No. 5, 1948
- 1949: No. 8, Neuberger Museum of Art, State University of New York
- 1950: Number 28, New York, Whitney Museum
- 1950: Number 27,
- 1950: Lavender Mist: Number 1 (Lavendelblauer Nebel), National Gallery of Art, Washington D.C.
- 1950: Autumn Rhythm (Number 30), Metropolitan Museum of Art, New York
- 1950: Number 31, Museum of Modern Art, New York
- 1950: Number 32, Kunstsammlung Nordrhein-Westfalen, Düsseldorf
- 1952: Convergence, Buffalo AKG Art Museum, Buffalo, New York, USA
- 1952: Blue Poles, No.11, National Gallery of Australia, Canberra
- 1953: Unformed Figure, Museum Ludwig, Köln.
- 1953: Portrait and a Dream, Dallas Museum of Art, Dallas, Texas, USA.

## Filme
- Jackson Pollock 51 (USA 1951), 11 Min., Dokumentation, Pollock bemalt eine Leinwand und eine Glasscheibe[14]
- Jackson Pollock: Love and Death on Long Island (UK 1999), Dokumentation[15]
- Jackson Pollock (UK 1987) Filmdokumentation, 52 Min., Buch und Regie: Kim Evans, Arthaus Musik GmbH 2008, ISBN 978-3-939873-21-1[16]
- Pollock (USA 2000), Filmbiographie, Ed Harris mit seinem Debüt als Regisseur und in der Hauptrolle[17]
- Who the #$&% is Jackson Pollock? (USA 2006), Dokumentarfilm über Teri Horton, eine 73-jährige Fernfahrerin, die 1992 auf einem Flohmarkt ein Gemälde für 5 Dollar kaufte und später erfuhr, dass das Werk eventuell von Pollock sein könnte. Der Film schildert die durch den Versuch einer Legitimation verursachten Spannungen, bis hin zu Hortons Ablehnung eines Kaufpreises von 9 Millionen Dollar.[18]

### Bücher und Ausstellungskataloge
- Francis O’Connor: Jackson Pollock. Museum of Modern Art, New York, 1967
- Francis O’Connor, Eugene Thaw: Jackson Pollock: A Catalogue Raisonne of Paintings, Drawings and Other Works. 5 Bände, Yale University Press, New Haven, 1978, 1995
- Daniel Abadie: Jackson Pollock. Centre George Pompidou, Paris, 1982
- Steven Naifeh, Gregory White Smith: Jackson Pollock. An American Saga. Potter, New York, 1989
- Ellen G. Landau: Jackson Pollock. Thames & Hudson, London, 1989
- Sandor Kuthy und Ellen G. Landau: Lee Krasner – Jackson Pollock. Künstlerpaare – Künstlerfreunde / Dialogues d'artistes – résonances. Kunstmuseum Bern / Musée des Beaux-Arts de Berne 1989/1990
- Claude Cernuschi: Jackson Pollock. Meaning and Significance. HarperCollins, New York, 1992
- Bernhard H. Friedman: Jackson Pollock. Energy Made Visible. Da Capo Press, London, 1995
- Kirk Varnedoe, Pepe Karmel: Jackson Pollock. Tate Gallery Publishing, London, 1998
- Pepe Karmel (Hrsg.): Jackson Pollock. Interviews, Articles and Reviews, The Museum of Modern Art, New York, 1998
- Kirk Varnedoe, Pepe karmel (Hrsg.): Jackson Pollock. New Approaches. Museum of Modern Art, New York, 1998
- Deborah Solomon: Jackson Pollock. A Biography. Cooper Square Press, New York, 2001
- Leonhard Emmerling: Jackson Pollock 1912–1956. Taschen, Köln 2003
- Linares, Marina: Analyse abstrakter Malerei (Pollock): strukturelle Vergleiche von Bild- und Tonkompositionen, Essen 2003
- Sylvia Winter Pollock (Hrsg.): American letters 1927–1947. Jackson Pollock & Family. Polity Press, Malden, 2011
- Elizabeth Langhorne: Jackson Pollock – Kunst als Sinnsuche, Abstraktion, All-Over, Action Painting. Hawel, Wallerstein 2013, ISBN 978-3-9810376-7-8
- Bülent Gündüz: Jackson Pollock. Die Biographie. Parthas Verlag, Berlin, 2013, ISBN 978-3-86964-068-6
- Catherine Ingram: Pollock, Hoffmann und Campe, 2014, ISBN 978-3-455-38147-4 - Graphic Novel über Leben und Wirken

### Artikel
- Lawrence Alloway: Notes on Pollock. Art International, 5, Nr. 4, Mai 1961, S. 38–41, 90
- John Ashbury: Black Pollock. Art News, 68, Nr. 1, März 1969, S. 28, 66–68
- Stephen C. Foster: Turning points in Pollock's early imagery. Bulletin, University of Iowa, 1, Nr. 1, Frühjahr 1976, S. 25–37
- Suzette Doyon-Bernard: Jackson Pollock: A twentieth century chavin shaman. American Art, 11, Nr. 3, Herbst 1997, S. 8–31
- Constanze Krakau: Das Million Dollar Paket. In: Die Zeit. 17. Mai 2005.
- Front – American art and the Cold War. The New Yorker, 17. Oktober 2005
- Bernhard Schulz: Der dunkle Stern – Auge des Unendlichen: Vor 50 Jahren starb das Malergenie Jackson Pollock. In: Der Tagesspiegel. 11. August 2006, abgerufen am 12. Februar 2021.
- Antje Lechleiter: Er hat die Malerei aus dem Rahmen befreit – Zum 100. Geburtstag von Jackson Pollock. In: Badische Zeitung. 27. Januar 2012.

### Vertonungen
- Daniel Hess: J.P. Nr. 21 „Reflexionen“ für Streichtrio zum Gemälde „Number 21“ von Jackson Pollock. 2004.